# Затеплинський Павло Олександрович
Павло Олександрович Затеплинський (1796-?) — професор Харківського університету по кафедрі астрономії.

## Біографія
Походив з обер-офіцерських дітей, народився в Кавказькій губернії 18 (29) червня 1796 року. У 1812 році після закінчення Харківської гімназії вступив до Харківського університету. Закінчив його в 1816 році зі ступенем кандидата і був призначений учителем «математичних наук» у Новгород-Сіверську гімназію.
У 1820 році фізико-математичний факультет Харківського університету представив Затеплинського кандидатом на кафедру астрономії, і влітку наступного року його відрядили за кордон для поглибленого вивчення астрономії на два роки, потім термін відрядження був подовжений ще на один рік. Спочатку Затеплинський вирушив до Парижа, де займався спостереженнями в Паризькій обсерваторії під керівництвом Алексіса Бувара, обчислив елементи двох відкритих тоді комет і слухав курси в королівському університеті, після закінчення яких Жан-Батіст Біо рекомендував його Раді університету. Витримавши іспит і захистивши дві дисертації — одну з аналітичної механіки, а другу з небесної механіки («Des inégalités périodiques des mouvements célestes»), він у 1823 році здобув звання бакалавра, ліценціата та доктора філософії, ставши першим росіянином, який здобув ступінь доктора в Паризькому університеті.
У серпні 1823 року Затеплинський вирушив до Англії, де займався на Гринвіцькій обсерваторії, обсерваторії Гершеля та інших, відвідував майстерні Доллонда, Траутона та інших. Він прагнув у Геттінген, щоб зустрітися з Карлом Гауссом, чого, однак, не сталося через побоювання російського керівництва, що лякалось «шкідливого впливу на молодь того бродіння умів, яке помічалося тоді серед німецького суспільства».
На шляху до Парижа і зворотним шляхом до Харкова Затеплинський відвідав Відень, Мюнхен, Готу, Дерпт та інші міста. Повернувшись з-за кордону в червні 1824 року добре підготовленим, він у вересні місяці почав читання лекцій з астрономії, у лютому 1826 року був призначений ад'юнктом, з червня того ж року протягом трьох років був секретарем фізико-математичного факультету, а в березні 1829 року був призначений ординарним професором. Затеплинський почав створювати при університеті обсерваторію. При ньому були виписані великі інструменти для постійної обсерваторії, що передбачалася в Харкові, а натомість була влаштована тимчасова, що існувала сім років.
Здійсненню багатьох ідей Затеплинського завадила важка душевна хвороба, що поступово розвивалася, почавшись, імовірно, ще в Парижі. За спогадами сучасників, він постійно цурався людей і ніде не з'являвся в суспільстві. Такий самий відбиток душевного розладу носили на собі лекції. Нерідко він забувався до того, що припиняв читання і протягом довгих хвилин ходив мовчки і замислившись по аудиторії; іноді, зупинившись на якомусь предметі, він раптом оголошував студентам, що читав не те й не так, і що цю саму лекцію прочитає він іншим разом. 1834 року Затеплинський вийшов у відставку.

## Твори
- «Рассуждение об успехах ума в астрономии», взятое из творения Лапласа — «Exposition du système du monde» («Украинский Журнал». — 1824. — № 19—21)
- «Об успехах ума в астрономии: речь, произнесённая в торжественном собрании университета и извлечённая из того же сочинения Лапласа» (Харьков, 1826)[a]

## Виноски
1. ↑  У цій промові давався загальний опис успіхів астрономії. Маючи справу з публікою, яка не отримала спеціальної математичної підготовки, Затеплинський обходився без формул та без доказів, а задовільнявся вказівкою на найважливіші відкриття астрономічної науки.